# Бригам Јанг
Бригам Јанг (енгл. Brigham Young; 1. јун 1801 – 29. август 1877) био је амерички верски вођа и политичар. Био је други председник Цркве Исуса Христа светаца последњих дана, од 1847. до своје смрти 1877. Током свог времена као председник цркве, Јанг је водио своје следбенике, мормонске пионире, западно од Новуа, Илиноис, до долине Солт Лејк. Основао је Солт Лејк Сити и служио као први гувернер територије Јуте. Јанг је такође радио на успостављању институција за учење које ће касније постати Универзитет Јута и Универзитет Бригам Јанг . Као полигамиста, Јанг је имао најмање 56 жена и 57 деце. Увео је забрану давања свештенства мушкарцима афричког порекла и предводио је цркву у рату у Јути против Сједињених Држава. 